# Reino de Rwenzururu
O reino de Rwenzururu foi um reino de curta duração do século XX localizado nos montes Ruwenzori entre o Uganda e a República Democrática do Congo.

## História
Em 13 de Fevereiro de 1963 os Bakonjo-Baamba dos montes Ruwenzori declararam independência do Reino Toro. A 15 de Agosto de 1982 o governo do Uganda, forçou o rei de Rwenzururu a Abdicação|abdicar e a anular a declaração de independência. Em 19 de outubro de 2009, o governo do Uganda reconheceu o reino de Rwenzururu, como entidade da República do Uganda.

## Bandeira
A bandeira do reino de Rwenzururu é tricolor horizontal com um disco branco no centro que contém um macaco colobo.
O azul representa o amor, o verde a fecundidade e o amarelo, o sol. A cor branca do disco são as neves de Ruwenzori. O macaco é símbolo da inviolabilidade da tribo Bakonjo.